# Svetlana Sučíková
Svetlana Sučíková (* 1999) ist eine slowakische Schachspielerin, welche im Jahr 2021 von der FIDE den Titel Internationale Meisterin der Frauen (WIM) verliehen bekam.

## Karriere
Seit der Saison 2015/16 nimmt Svetlana Sučíková an der Four Nations Chess League teil und spielt dabei für die Mannschaft White Rose Chess bzw. Chessable White Rose. Im Jahr 2016 wurde ihr von der FIDE der Titel FIDE-Meister der Frauen (WFM) verliehen und im selben Jahr durfte sie die Slowakei erstmals bei der Schacholympiade vertreten. Sie kam dabei als Ersatzspielerin in vier Partien zum Einsatz, von denen sie eine verlor und drei unentschieden spielte. Schlussendlich belegte sie mit der slowakischen Mannschaft den 47. Platz. In der Saison 2017/18 konnte sie mit White Rose Chess ihr bestes Resultat in der Four Nations Chess League mit dem dritten Platz erreichen. Bei der European individual Women Chess Championship 2018 in Vysoké Tatry, bei der Chess Ladies WIM 2019 in Modra, bei dem FE 19 Spilimbergo 2021 in Spilimbergo und bei den British Championships 2021 in Hull konnte sie die Qualifikationskriterien für den WIM-Titel erfüllen. In der Folge wurde ihr der Titel von der FIDE beim dritten FIDE Concil des Jahres 2021 verliehen. Bei der Schacholympiade 2022 in Chennai durfte sie zum zweiten Mal die Slowakei vertreten und agierte als vierte Spielerin. Sie absolvierte neun Partien, von denen sie jeweils vier gewann und verlor und eine Partie endete unentschieden. Schlussendlich beendete sie den Wettbewerb mit der slowakischen Mannschaft auf den 14. Platz.